# Брвеник Насеље
Брвеник Насеље је насеље у Србији у општини Рашка у Рашком округу. Према попису из 2022. било је 372 становника. Изнад њега се налазе остаци истоименог утврђења, над ушћем Брвенице у Ибар, док се у његовој близини налазе Стара Павлица (XI или XII век), црква светог Николе (крај XIII или почетак XIV век) и Нова Павлица (крај XIV века), које се налазе под заштитом Републике Србије, као споменици културе од великог значаја.

## Демографија
У насељу Брвеник Насеље живи 332 пунолетна становника, а просечна старост становништва износи 41,9 година (42,4 код мушкараца и 41,5 код жена). У насељу има 132 домаћинства, а просечан број чланова по домаћинству је 3,09.
Ово насеље је у потпуности насељено Србима (према попису из 2002. године).
|  |

| Демографија | Демографија | Демографија |
| Година      | Становника  | Становника  |
| ----------- | ----------- | ----------- |
| 1948.       | 169         |             |
| 1953.       | 155         |             |
| 1961.       | 208         |             |
| 1971.       | 253         |             |
| 1981.       | 283         |             |
| 1991.       | 414         | 414         |
| 2002.       | 408         | 409         |

| Етнички састав према попису из 2002.‍ | Етнички састав према попису из 2002.‍ | Етнички састав према попису из 2002.‍ | Етнички састав према попису из 2002.‍ | Етнички састав према попису из 2002.‍ |
| ------------------------------------ | ------------------------------------ | ------------------------------------ | ------------------------------------ | ------------------------------------ |
|                                      |                                      |                                      |                                      |                                      |
| Срби                                 | Срби                                 |                                      | 408                                  | 100,0%                               |
| непознато                            | непознато                            |                                      | 0                                    | 0,0%                                 |

| Година пописа     | 1948. | 1953. | 1961. | 1971. | 1981. | 1991. | 2002. |
| ----------------- | ----- | ----- | ----- | ----- | ----- | ----- | ----- |
| Број домаћинстава | 73    | 52    | 58    | 68    | 86    | 124   | 132   |

| Број чланова      | 1  | 2  | 3  | 4  | 5 | 6  | 7 | 8 | 9 | 10 и више | Просек |
| ----------------- | -- | -- | -- | -- | - | -- | - | - | - | --------- | ------ |
| Број домаћинстава | 19 | 37 | 24 | 32 | 8 | 10 | 1 | 1 | 0 | 0         | 3,09   |

| Пол    | Укупно | Неожењен/Неудата | Ожењен/Удата | Удовац/Удовица | Разведен/Разведена | Непознато |
| ------ | ------ | ---------------- | ------------ | -------------- | ------------------ | --------- |
| Мушки  | 176    | 50               | 116          | 5              | 5                  | 0         |
| Женски | 174    | 28               | 116          | 25             | 5                  | 0         |
| УКУПНО | 350    | 78               | 232          | 30             | 10                 | 0         |

| Пол    | Укупно                    | Пољопривреда, лов и шумарство | Рибарство                            | Вађење руде и камена | Прерађивачка индустрија       |
| ------ | ------------------------- | ----------------------------- | ------------------------------------ | -------------------- | ----------------------------- |
| Мушки  | 79                        | 1                             | 0                                    | 18                   | 22                            |
| Женски | 45                        | 0                             | 0                                    | 2                    | 19                            |
| УКУПНО | 124                       | 1                             | 0                                    | 20                   | 41                            |
| Пол    | Производња и снабдевање   | Грађевинарство                | Трговина                             | Хотели и ресторани   | Саобраћај, складиштење и везе |
| Мушки  | 1                         | 6                             | 4                                    | 1                    | 5                             |
| Женски | 0                         | 0                             | 4                                    | 2                    | 0                             |
| УКУПНО | 1                         | 6                             | 8                                    | 3                    | 5                             |
| Пол    | Финансијско посредовање   | Некретнине                    | Државна управа и одбрана             | Образовање           | Здравствени и социјални рад   |
| Мушки  | 0                         | 2                             | 3                                    | 2                    | 1                             |
| Женски | 0                         | 6                             | 0                                    | 5                    | 6                             |
| УКУПНО | 0                         | 8                             | 3                                    | 7                    | 7                             |
| Пол    | Остале услужне активности | Приватна домаћинства          | Екстериторијалне организације и тела | Непознато            | Непознато                     |
| Мушки  | 4                         | 0                             | 0                                    | 9                    | 9                             |
| Женски | 0                         | 0                             | 0                                    | 1                    | 1                             |
| УКУПНО | 4                         | 0                             | 0                                    | 10                   | 10                            |